# سام جونسون (سياسي)
سام جونسون (بالإنجليزية: Sam Johnson)‏ هو سياسي أمريكي، ولد في 1 سبتمبر 1911 في بيركيلي في الولايات المتحدة، وتوفي في 20 يونيو 1984 في نيوبورت في الولايات المتحدة. حزبياً، نشط في الحزب الجمهوري. وقد انتخب عضو مجلس نواب أوريغون.